# Mircea Romașcanu
Mircea Romașcanu, né le 11 mars 1953 à Otopeni, est un coureur cycliste roumain, dont le palmarès se situe surtout dans la période 1975-1985.

## Biographie
Il a débuté la compétition cycliste en 1968 et a fait partie du club Dinamo de Bucarest. Vainqueur de très nombreuses courses dans son pays, dont à trois reprises le Tour de Roumanie, course dont il est considéré comme un des meilleurs performeurs et où il a remporté dix étapes de cette compétition, il s'est peu expatrié hors de l'Europe de l'est, à l'image de la plupart des cyclistes roumains. Toutefois il a été un des « piliers » des équipes roumaines dans la Course de la Paix, à laquelle il a pris part dix fois entre 1976 et 1985, en terminant chacune d'elles, ce qui en fait un des participants les plus « fidèles » de cette épreuve. 
Il a, de plus, remporté, sur la course des "Trois capitales" européennes entre Varsovie, Prague et Berlin, cinq étapes et terminé sur le podium en 1978. 
Il a été sélectionné pour l'épreuve sur route des Jeux olympiques de Moscou en 1980. Il a participé, au sein de l'équipe roumaine, à de nombreuses courses à étapes européennes : Tour des régions italiennes, Semaine bergamasque, Tour de Bulgarie, Tour de Yougoslavie, Tour de Turquie, Tour de Basse-Saxe, etc. 
Après son retrait de la compétition, maître émérite du sport, il est entraineur de l'équipe cycliste du Dinamo.

## Palmarès
- 1974
  - Tour de Roumanie
  - 6eb étape du Grand Prix Guillaume Tell (contre-la-montre)
- 1975
  -  Champion des Balkans sur route
- 1976
  - 11ea étape de la Course de la Paix
- 1978
  - 3e de la Course de la Paix
- 1981
  - 4e étape de la Course de la Paix
- 1982
  - 12e étape de la Course de la Paix
- 1983
  - Tour de Roumanie
  - Tour de Turquie
  - 4e et 11e étapes de la Course de la Paix
- 1984
  -  Médaillé de bronze du championnat des Balkans sur route
- 1985
  - Tour de Roumanie
- 1988
  - 2e du Tour de Roumanie

## Résultats sur la Course de la Paix
- 1976 : 16e, vainqueur de la 11ea étape
- 1977 : 25e
- 1978 : 3e
- 1979 : 13e
- 1980 : 19e
- 1981 : 28e, vainqueur de la 4e étape
- 1982 : 20e, vainqueur de la 12e étape
- 1983 : 40e, vainqueur des 4e et 11e étapes
- 1984 : 16e
- 1985 : 38e